# Estigmene femina
Estigmene femina är en fjärilsart som beskrevs av Rothschild 1914. Estigmene femina ingår i släktet Estigmene och familjen björnspinnare. Inga underarter finns listade i Catalogue of Life.